# شهرستان کوارکنسکی
شهرستان کوارکنسکی (به لاتین: Kvarkensky District) یک شهرستان در روسیه است که در استان اورنبورگ واقع شده‌است.